# Игномирьельо, Мигель
Миге́ль Игномирье́льо (исп. Miguel Ubaldo Ignomiriello; род. 11 июня 1927, Ла-Плата) — аргентинский футбольный тренер и физиотерапевт, наиболее известный по работе с клубами «Эстудиантес» и «Росарио Сентраль». Профессор, преподаватель по физическому воспитанию.

## Биография
Игномирьельо не играл в футбол на профессиональном уровне. В 23 года окончил университет в Ла-Плате по специальности физиотерапевта. Этот университет имел давние связи с «Эстудиантесом», который был образован студентами-медиками. С 1953 года стал работать в «Эстудиантесе».
В 1963 году он возглавил направление подготовки молодых футболистов в «Эстудиантесе», начав выстраивать собственную систему. Так, во время тренировок использовались теннисные мячи, резиновые шарики, а затем игроки начинали работу уже со стандартным футбольным мячом пятого размера. Это дало плоды в середине и конце 1960-х годов, когда клуб из Ла-Платы ворвался на вершину «футбольного Олимпа», выиграв сперва чемпионат Аргентины, затем — Кубок Либертадорес, а также Межконтинентальный кубок в 1968 году. Три года подряд «Эстудиантес» выигрывал главный континентальный трофей Южной Америки и практически все игроки в этом составе прошли через систему подготовки Игномирьельо. Самыми яркими среди этих игроков были: Хуан Рамон Верон, капитан клуба, Хуан Мигель Эчекопар, вратарь Альберто Полетти, Рамон Альберто Агирре Суарес, Оскар Мальбернат.
Самого же Игномирьельо в мае 1967 года пригласил в «Росарио Сентраль» президент клуба Адольфо Пабло Боэрио, причём изначально именно на должность специалиста по физподготовке. В Росарио специалист всего за четыре года кардинально изменил комплектование состава. С 1967 по 1969 год «Дон Мигель» возглавлял команду в качестве главного тренера. В 1971 году «Сентраль» впервые в своей истории стал чемпионом Аргентины (турнир Насьональ), в составе из 27 футболистов 24 игрока были воспитанниками клубной «кантеры».
В 1971 году, за несколько дней до начала розыгрыша Кубка Либертадорес, Освальдо Субельдия ушёл в «Велес Сарсфилд». Игномирьельо в срочном порядке возглавил «Эстудиантес» и сумел вывести его в четвёртый подряд финал международного турнира. Но если три предыдущих финала «студенты» выиграли, то в 1971 году сильнее оказался уругвайский «Насьональ». В следующий раз лаплатский клуб выйдет в финал Кубка Либертадорес (и выиграет его) лишь в 2009 году.
В 1973 году Игномирьельо возглавил подготовку так называемой «сборной Аргентины B» к важнейшему матчу отборочного турнира к ЧМ-1974 против сборной Боливии, который прошёл в высокогорном Ла-Пасе. Во время отборочного турнира к чемпионату мира 1970 года аргентинцы проиграли именно на стадионе Эрнандо Силес и в результате они не попали на Мундиаль. Второе непопадание серьёзно ударило бы по репутации Аргентины, особенно в свете того, что в футбольных кругах ходили слухи о возможном переносе ЧМ-1978 года в Бразилию. Делегация из игроков во главе с Игномирьельо отправилась в высокогорный Куско, условия подготовки в котором были схожи с Ла-Пасом. Команда провела на высоте 4 тысяч метров за 45 дней 15 матчей, выиграла 14, один раз сыграла вничью. Официально это были благотворительные матчи в помощь голодающим. Омар Сивори, главный тренер сборной Аргентины, взял в основной состав на игру против Боливии следующих подопечных Игномирьельо: Марио Кемпеса, Марсело Троббиани, Альдо Поя, Оскара Форнари, Рубеан Гларию и Рикардо Бочини. Единственный гол на 17-й минуте забил Форнари. В итоге Аргентина успешно квалифицировалась на чемпионат мира 1974 года в ФРГ.
10 октября 2013 года городской совет Росарио и Футбольная ассоциация Росарио отметили «выдающиеся заслуги» Мигеля Игномирьельо и включили его в Зал спортивной славы города.

В своей выдающейся карьере [Игномирьельо] продемонстрировал многие жесты и совершил столько действий, которые показывают нам, что он опередил своё время.— Альдо Пой, игрок «Росарио Сентраля» (1965—1974) и сборной Аргентины, в 2013 году — мэр Росарио, 
В настоящий момент Мигель Игномирьельо является президентом (председателем) комитета, отвечающего за вопросы, связанные с функционированием молодёжных команд «Эстудиантеса».

### Клубы
Мигель Игномирьельо работал в качестве главного тренера, физиотерапевта, тренера по физической подготовке, тренера молодёжных команд более чем в 23 клубах:
- Эстудиантес (Ла-Плата)
- Химнасия и Эсгрима (Ла-Плата)
- Арсенал (Льявальоль)
- Индепендьенте (Авельянеда)
- Платенсе (Висенте-Лопес)
- Чакарита Хуниорс (Буэнос-Айрес)
- Спортиво Итальяно (Буэнос-Айрес)
- Дефенсорес де Камбасерес
- Тальерес (Ремедиос-де-Эскалада)
- Дуглас Хейг (Пергамино)
- Арсенал (Саранди)
- Росарио Сентраль
- Унион (Санта-Фе)
- Атлетико Тукуман
- Сан-Лоренсо де Альмагро (Буэнос-Айрес)
- Депортиво Арменио
- Велес Сарсфилд (Буэнос-Айрес)
- Насьональ (Монтевидео)
- Парк-дель-Плата (Канелонес)
- Боливар (Ла-Пас)
- Депортиво Кито
- Атлетико Филанбанко
- Банфилд

## Титулы и достижения
- Финалист Кубка Либертадорес: 1971
- В Зале спортивной славы Росарио: 2013